# نوم التلات (فلم)
نوم التلات فيلم مصري من إنتاج عام 2015.
تاريخ عرض الفيلم يوافق عشية عيد الفطر 1436 هـ.

## قصة الفيلم
في إطار درامي كوميدي تدور أحداث الفيلم حول موظف الشهر العقاري هاني رمزي الذي يحب زميلته بالعمل إيمان العاصي ويتعلق بحبها، ويسعى للارتباط بها. إلا أن معاناته من مرض نفسي نادر الحدوث، يجعله ينام من يوم الأثنين حتى يوم الأربعاء، مما يتسبب ذلك في سرقة مكتب الشهر العقاري الذي يعمل فيه ويقع في عدة أزمات عصيبة، فتحاول زميلته وزميله (هشام إسماعيل) مساعدته للخروج من هذه الأزمات والإمساك بالسارق.

## بطولة
- هاني رمزي
- حسن حسني
- إيمان العاصي
- هشام إسماعيل
- أحمد جمال سعيد

## روابط خارجية
- مقالات تستعمل روابط فنية بلا صلة مع ويكي بيانات